# غوتييه بيلو
غوتييه بيلو (بالفرنسية: Gautier Bello)‏ (9 أبريل 1983 بغاروا في الكاميرون - ) هو لاعب كرة قدم كاميروني في مركز حراسة المرمى. شارك مع منتخب الكاميرون لكرة القدم. أما مع النوادي، فقد لعب مع نادي القطن ويونيون دوالا ونادي عصر النهضة ‏.

## وصلات خارجية
- غوتييه بيلو على موقع قاعدة بيانات كرة القدم.إي يو (الإنجليزية)